# Distretto di Mentougou
Il distretto di Mentougou (cinese semplificato: 门头沟区; cinese tradizionale: 門頭溝區; mandarino pinyin: Méntóugōu Qū) è un distretto di Pechino. Ha una superficie di 1450,70 km² e una popolazione di 290.000 abitanti al 2010.